# 海南卫生健康职业学院
海南卫生健康职业学院成立于2020年，是经海南省人民政府批准设立，中华人民共和国教育部备案的公立高等职业院校。总部设在海南省海口市秀英区秀华路。拥有秀华、白水塘两个校区。

## 历史沿革
2018年1月8日，海南省卫生和计划生育委员会（同年9月改为海南省卫生健康委员会）与上海健康医学院签署合约，双方共建海南卫生健康职业学院。
海南卫生健康职业学院由若干所卫生学校合并而成，其历史最早可以追溯到成立于1953年的海南农垦卫生学校和成立于1977年的广东省海南行政区卫生学校。
2020年2月19日，海南省政府正式批复同意设立海南卫生健康职业学院。5月11日，学院正式通过教育部备案。9月1日，正式录取新生。9月7日，正式揭牌。